# 2021 en musique classique
| \| • Retour à la chronologie générale de la musique classique • \| |
| Grèce • Rome • Haut Moyen Âge • VIIIe siècle • IXe siècle • Xe siècle • XIe siècle XIIe siècle • XIIIe siècle • XIVe siècle • XVe siècle • XVIe siècle • XVIIe siècle XVIIIe siècle • XIXe siècle • XXe siècle • XXIe siècle |
| • Retour à la chronologie générale de la musique classique • |

| Années en musique classique : 2018 - 2019 - 2020 - 2021 - 2022 - 2023 - 2024    |
| Décennies en musique classique : 1990 - 2000 - 2010 - 2020 - 2030 - 2040 - 2050 |

Cette page recense les événements qui se sont produits durant l'année 2021 en musique classique.

## Événements
- 1er janvier : concert du nouvel an de l'orchestre philharmonique de Vienne au Musikverein, dirigé par Riccardo Muti sans public en raison de la pandémie de Covid-19.

### Créations
- 21 mai : Le Soulier de satin, opéra de Marc-André Dalbavie, à l'Opéra de Paris .
- 29 mai : Circus Days and Nights, opéra de Philip Glass, à Malmö.
- 3 juillet : Innocence, opéra de Kaija Saariaho, au Festival d'Aix-en-Provence.
- 2 novembre : Les Éclairs, opéra de Philippe Hersant, à Paris.
- 21 novembre : Voiceless Mass, composition de Raven Chacon, à Milwaukee.
- 28 novembre : Sleepless, opéra de Péter Eötvös, à Berlin.

## Prix
- Prix Ernst von Siemens : Georges Aperghis, compositeur grec.
- Praemium Imperiale : Yo-Yo Ma, violoncelliste américain.
- Prix Pulitzer de musique : Tania León, pour Stride.

## Décès
- 3 janvier : Tasso Adamopoulos, altiste français (° juin 1944).
- 6 janvier : Osian Ellis, harpiste et compositeur gallois (° 8 février 1928).
- 7 janvier : Biserka Cvejić, mezzo-soprano serbe (° 5 novembre 1923).
- 13 janvier : Henri Goraïeb, pianiste et homme de radio libanais (° 9 mai 1935).
- 14 janvier : Eiji Hashimoto, claveciniste et chef d'orchestre japonais (° 7 août 1931).
- 18 janvier : 
  - Alberto Cantù, musicologue et critique musical italien (° 1950).
  - Josep Maria Mestres Quadreny, compositeur espagnol (° 4 mars 1929).
- 29 janvier : 
  - Ahmed Achour, chef d'orchestre et compositeur tunisien (° 6 février 1945).
  - Alberto Neuman, pianiste argentin (°  24 novembre 1933).
- 30 janvier : Michel Trempont, baryton belge (° 28 juillet 1928).
- 12 février : Andréa Guiot, soprano française (° 11 janvier 1928)
- 15 février : Steuart Bedford, chef d'orchestre et pianiste anglais (° 31 juillet 1939).
- 3 mars : Medea Abrahamyan, violoncelliste arménienne (° 8 mars 1932).
- 4 mars : Helmut Winschermann, hautboïste et chef d'orchestre allemand (° 22 mars 1920).
- 6 mars :  Renée Doria, soprano française (° 13 février 1921).
- 7 mars :  Dmitri Bachkirov, pianiste russe (° 1er novembre 1931).
- 9 mars : James Levine, chef d'orchestre et pianiste américain (° 23 juin 1943).
- 16 mars : Emilia Fadini, claveciniste et musicologue italienne (° 11 octobre 1930).
- 17 mars : Antón García Abril, compositeur espagnol (° 19 mai 1933).
- 20 mars : Ievgueni Nesterenko, basse russe (° 8 janvier 1938).
- 22 mars : Pierick Houdy, compositeur, organiste et pianiste français (° 18 janvier 1929).
- 24 mars :  Rudolf Kelterborn, compositeur et chef d'orchestre suisse (° 3 septembre 1931).
- 31 mars : Jane Manning, soprano britannique (° 20 septembre 1938).
- 1er avril : Michèle Boegner, pianiste française (° 12 août 1941).
- 2 avril : Simon Bainbridge, compositeur britannique (° 30 août 1952).
- 7 avril : Wayne Peterson, pianiste et compositeur américain (° 3 septembre 1927).
- 24 avril : 
  - Christa Ludwig, mezzo-soprano allemande (° 16 mars 1928).
  - József Soproni, compositeur hongrois (° 4 octobre 1930).
- 25 avril : Dominique Preschez, écrivain et compositeur français (° 26 juin 1954).
- 26 avril : Liuwe Tamminga, organiste italien (° 25 septembre 1953).
- 29 avril : Kazimierz Kord, chef d'orchestre polonais (° 18 novembre 1930).
- 30 avril : Anthony Payne, compositeur et critique musical britannique (° 2 août 1936).
- 14 mai : Sándor Balassa, compositeur hongrois (° 20 janvier 1935).
- 15 mai : Jacques Jouineau, chef de chœur français (° 15 septembre 1924).
- 18 mai : Oscar Cáceres, guitariste classique et professeur de musique uruguayen (° 4 avril 1928).
- 19 mai : Martin Turnovský, chef d'orchestre tchèque naturalisé autrichien (° 29 septembre 1928).
- 24 mai : Cristóbal Halffter, compositeur et chef d'orchestre espagnol (° 24 mars 1930).
- 20 juin : 
  - Jeanne Lamon, violoniste et cheffe d'orchestre américaine naturalisée canadienne (° 14 août 1949).
  - Gianna Rolandi, soprano américaine (° 16 août 1952).
- 26 juin : Frederic Rzewski, compositeur et pianiste américain (° 13 avril 1938).
- 1er juillet : Louis Andriessen, compositeur néerlandais (° 6 juin 1939).
- 26 juillet : André Tubeuf, écrivain, philosophe et critique musical français (° 18 décembre 1930).
- 28 juillet : Ruben Radica, compositeur croate (° 19 mai 1931).
- 11 août : Gianluigi Gelmetti, chef d'orchestre italien (° 11 septembre 1945).
- 13 août : Vladimir Mendelssohn, altiste et compositeur roumain (° 14 novembre 1949).
- 14 août : 
  - Igor Oïstrakh, violoniste russe (° 27 avril 1931).
  - R. Murray Schafer, compositeur canadien (° 18 juillet 1933).
  - Hugh Wood, compositeur britannique (° 27 juin 1932).
- 22 août : Charles Burles, ténor français (° 21 juin 1936).
- 24 août : Pierre Dutot, trompettiste français (° 11 juin 1946).
- 27 août : Siegfried Matthus, compositeur et directeur d'opéra allemand
- 28 août : Teresa Żylis-Gara, soprano polonaise (° 23 janvier 1930).
- 2 septembre : 
  - Michel Corboz, chef de chœur et chef d'orchestre suisse (° 14 février 1934).
  - Míkis Theodorákis, compositeur grec (° 29 juillet 1925).
- 15 septembre : Norman Bailey, baryton anglais (° 23 mars 1933).
- 18 septembre : Jean-Patrice Brosse, claveciniste et organiste français (° 23 juin 1950).
- 28 septembre : Karan Armstrong, soprano américaine (° 14 décembre 1941).
- 29 septembre : Bronius Vaidutis Kutavičius, compositeur lituanien (° 13 septembre 1932).
- 30 septembre : Carlisle Floyd, compositeur américain d'opéras (° 11 juin 1926).
- 9 octobre : Gilbert Py, ténor français (° 9 décembre 1933).
- 10 octobre : Luis de Pablo, compositeur espagnol (° 28 janvier 1930).
- 11 octobre :  Lukas David, violoniste autrichien (° 5 juin 1934).
- 18 octobre : Edita Gruberová, soprano slovaque (° 23 décembre 1946).
- 20 octobre : Hans Haselböck, organiste autrichien (° 26 juillet 1928).
- 21 octobre : Bernard Haitink, chef d'orchestre néerlandais (° 4 mars 1929).
- 22 octobre : Udo Zimmermann, musicien et compositeur allemand (° 6 octobre 1943).
- 23 octobre : Massimo Pradella, chef d'orchestre italien (° 5 décembre 1924).
- 1er novembre : Nelson Freire, pianiste brésilien (° 18 octobre 1944).
- 3 novembre : Joanna Bruzdowicz, compositrice française d'origine polonaise (° 17 mai 1943).
- 4 novembre : Mario Lavista, compositeur mexicain (° 3 avril 1943).
- 7 novembre : Béla Kovács, clarinettiste et compositeur hongrois (° 1er mai 1937).
- 9 novembre : John Kinsella, compositeur irlandais (° 8 avril 1932).
- 16 novembre : Jean Micault, pianiste français (° 28 décembre 1924).
- 18 novembre : Jean-Claude Raynaud, organiste français (° 30 juin 1937).
- 21 novembre : Gordon Crosse, compositeur britannique (° 1er décembre 1937).
- 26 novembre : Jacques Boisgallais, compositeur français (° 9 août 1927).
- 1er décembre : Alvin Lucier, compositeur américain (° 14 mai 1931).
- 16 décembre : Pavle Dešpalj, chef d'orchestre et compositeur croate (° 18 juin 1934).
- 22 décembre : Jürg Wyttenbach, compositeur, chef d'orchestre et pianiste suisse (° 2 décembre 1935).
- 24 décembre : Gwendolyn Killebrew, contralto américaine (° 26 août 1939).
- 28 décembre : Gaston Arel, organiste québécois (° 10 septembre 1928).
- 30 décembre : Gottfried Michael Koenig, compositeur germano-néerlandais (° 5 octobre 1926).
- 31 décembre : Ivan Mozgovenko, clarinettiste russe (° 13 février 1924).